# Zámek Moszna
Zámek Moszna (počeštěně Mošna, německy Schloss Moschen) je eklektický zámek nacházející se v obci Moszna v polském  Horním Slezsku (Opolské vojvodství, okres Krapkowice). Barokní střední křídlo pochází z druhé poloviny 18. století a bylo obnoveno v původním stylu po požáru v roce 1896, novogotické východní křídlo vzniklo v letech 1896–1900 a novorenesanční západní křídlo bylo postaveno mezi lety 1912 až 1914. Jméno zámku je nejsilněji spjato s rodinou slezských průmyslových magnátů Tiele-Wincklerů, jejichž rezidencí byl od roku 1866 do konce druhé světové války a kteří mu vtiskli dnešní podobu. V současnosti slouží jako hotel, restaurace a konferenční centrum, část prostor je zpřístupněna pro prohlídky. Patří mezi nejznámější památky Horního Slezska a symboly opolského regionu.

## Dějiny

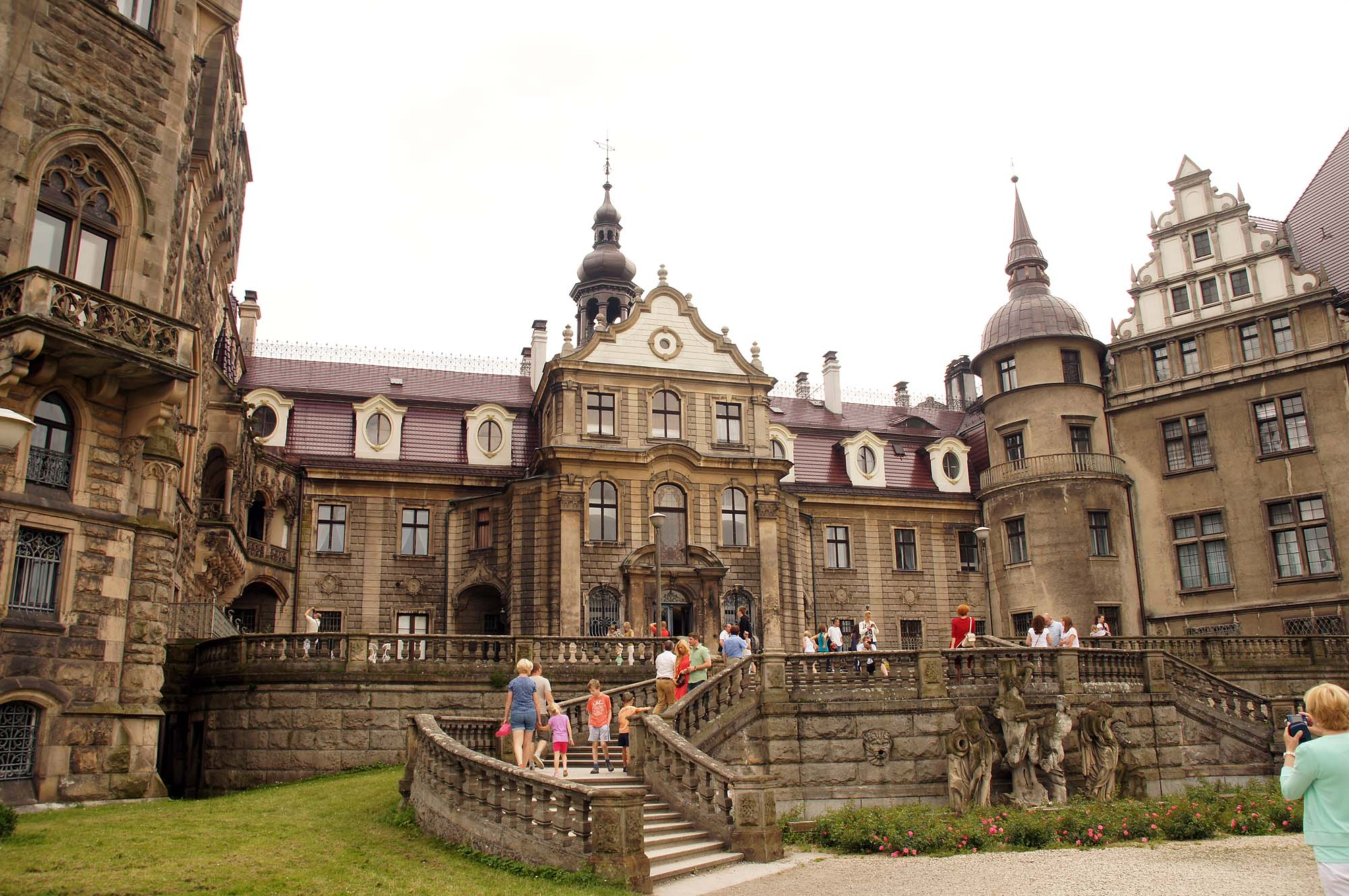
Nejstarší střední křídlo zámku

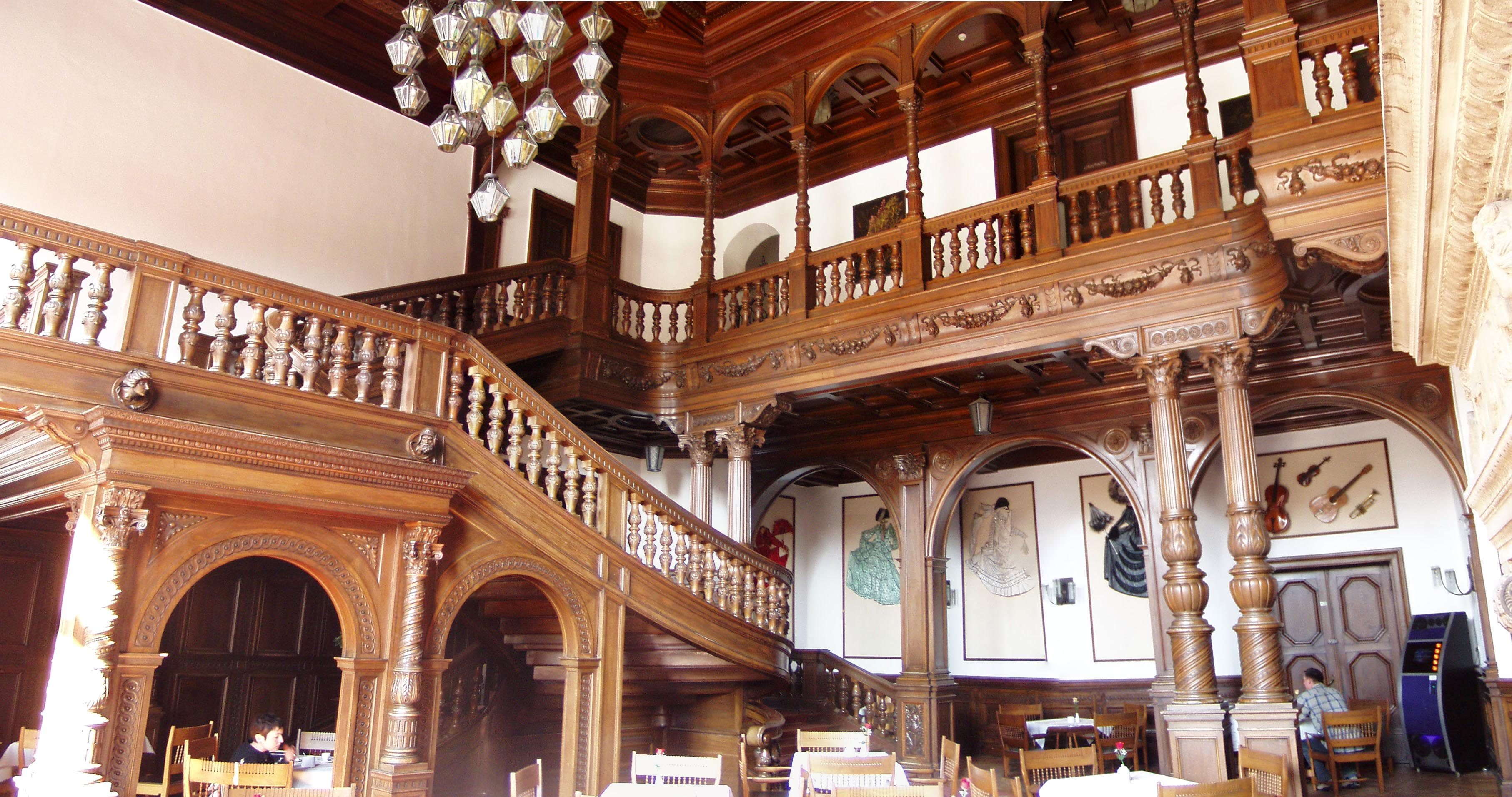
Salon s mezipatrem, nyní kavárna

Základní kámen pro stavbu původního zámku – dnešního středního křídla – i se zámeckým parkem byl položen v roce 1768, v době, kdy Moszna patřila svobodnému pánovi Georgu Wilhelmovi von Reisewitzovi (Reisewitz jsou dnešní polské Rysiowice). Roku 1771 byla koupena Heinrichem Leopoldem von Seherr-Thossem, majitelem nedaleké Dobré (Dobrau), a v rukou této rodiny zůstala do poloviny 19. století. Karl Gotthard von Seherr-Thoss prodal Mosznu v roce 1853 Heinrichu von Erdmannsdorfovi, který ji pak v roce 1866 odprodal Hubertu Gustavovi von Tiele-Wincklerovi z Miechowic u Bytomi.
V noci na 2. července 1896 zámek za nevysvětlených okolností vyhořel. Franz Hubert von Tiele-Winckler, syn o tři roky dříve zemřelého Huberta Gustava, rozhodl o jeho obnově v původním stylu a výstavbě nového východního křídla a oranžerie, které byly dokončeny do roku 1900. V letech 1912–1914, taktéž na podnět Franze Huberta, proběhla výstavba západního křídla. Mosznu třikrát (1904, 1911, 1912) navštěvoval německý císař Vilém II. Po Franzově smrti v roce 1922 zdědil zámek jeho syn Claus Peter, jenž vedl rozhazovačný život a zemřel bezdětný. Posledním majitelem Moszny z rodiny Tiele-Wincklerů byl v letech 1938–1945 Clausův bratranec Günter.
Rudá armáda, která vkročila do Moszny v březnu 1945, zplundrovala interiéry, ale na rozdíl od mnoha jiných zámků ve Slezsku nedošlo k vypálení celé budovy. V důsledku změny hranic se zámek ocitl na území socialistického Polska a byl zestátněn. Od roku 1961 sloužil zdravotnickým účelům, zpočátku jako oddělení psychiatrické nemocnice v Bránici, v letech 1972–1997 jako Krajské profilakticko-sanatorijní středisko (Wojewódzki Ośrodek Profilaktyczno-Sanatoryjny) a naposledy pod názvem Centrum pro terapii neuróz (Centrum Terapii Nerwic). V roce 1978 se na zámku natáčel sci-fi film Zkouška pilota Pirxe a v roce 1985 horror Lubię nietoperze.
V prostorách zámeckých stájí byl v roce 1948 zřízen Hřebčín Moszna (Stadnina Koni Moszna). Od 60. let zde byli chováni první koně pro polský soutěžní sport. V současné době je tady kolem 200 koní, kteří se účastní mezinárodních drezurních turnajů, včetně na olympijských hrách.
V roce 2013 byla dokončena nová budova Centra pro terapii neuróz, což umožnilo adaptaci zámku na hotel s restaurací a konferenčním centrem, a také zpřístupnění části interiérů pro turistické prohlídky. Majitelem je společnost Moszna Zamek sp. z o.o., která patří samosprávě Opolského vojvodství. Téhož roku vzniklo Hudební divadlo Castello (Teatr Muzyczny Castello).

## Architektura

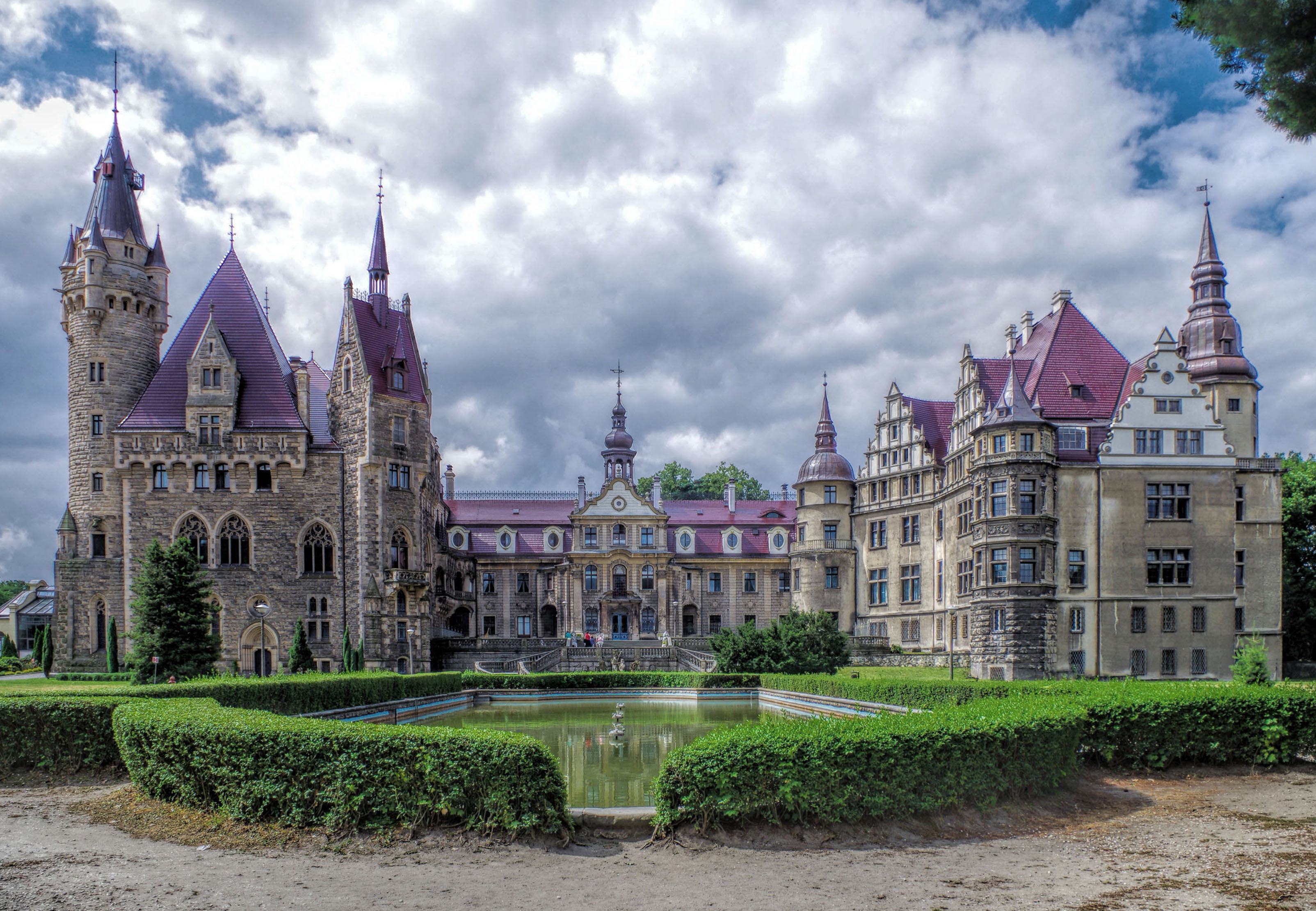
Celkový pohled z parku

Zámek se skládá ze tří částí, z nichž každá má svůj vlastní charakter a styl. Střední a nejstarší část byla postavena v barokním slohu a po požáru v roce 1896 věrně obnovena. Dvě boční křídla dávají budově nepravidelný tvar U. Východní křídlo je novogotické s řadou věží a arkýřů. Západní a nejmladší ze tří křídel vzniklo v novorenesančním slohu. Zdobí jej četné polosloupy a pilastry a také osmiboká lovecká věž. Celkově se zámek pyšní 99 věžemi a věžičkami a má 365 pokojů vyzdobených různými druhy dekorací.
Jedná se o příklad romantické stavby, která má působit dojmem středověkého hradu, stejně jako například Neuschwanstein. Mnohdy je označován za „pohádkový zámek“ a přirovnáván k zámku od Disneyho.

## Zámecký park

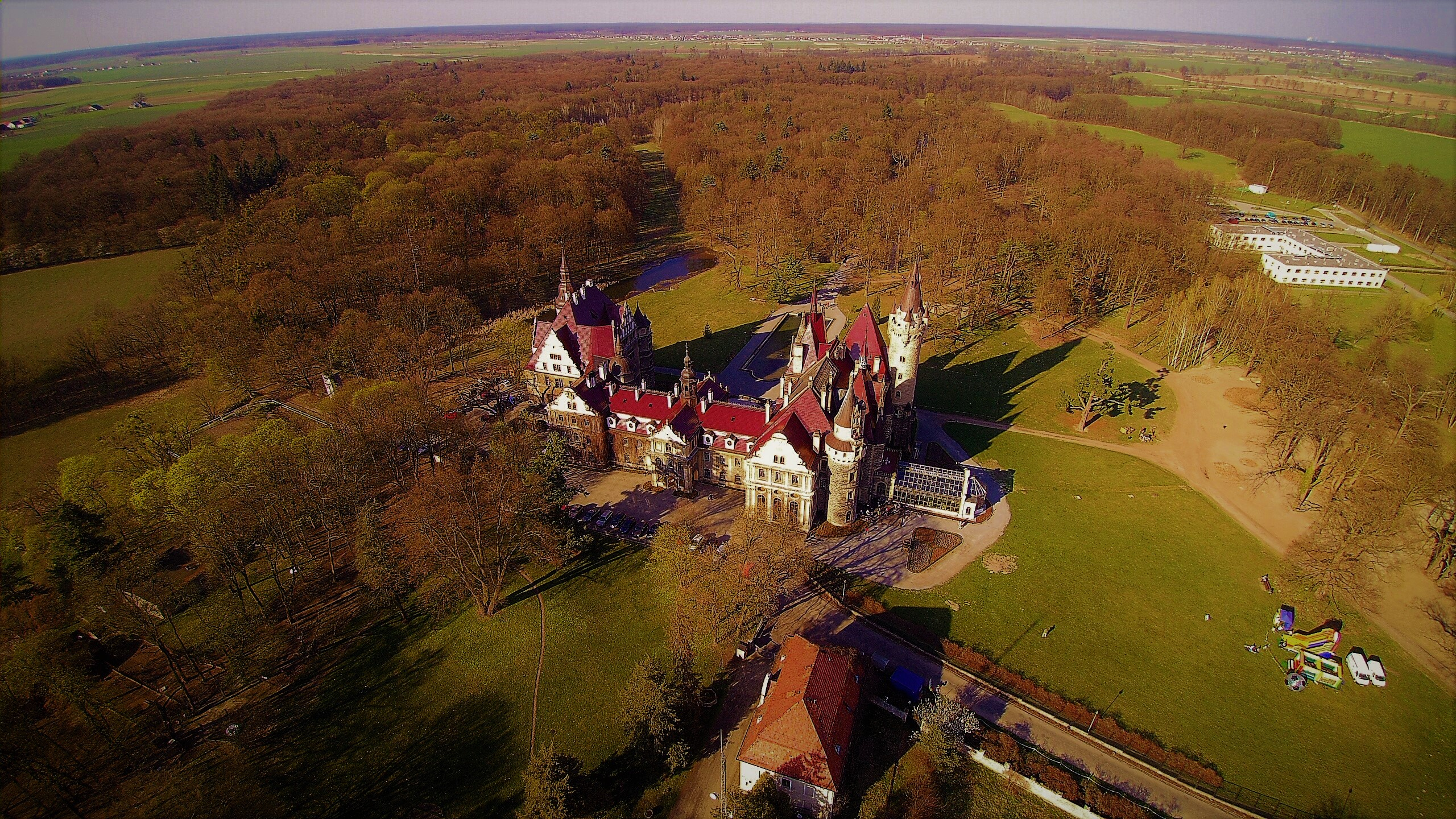
Letecký pohled

K zámku patří krajinný park o celkové rozloze zhruba 200 ha. Nemá vyznačené přesné hranice, což vytváří přímé spojení se sousedními lesy a poli. Pouze hlavní osa tvořena lipovou alejí má geometrické uspořádání. Přímo před zámkem se nachází obdélníková zahrada s rybníkem a fontánou v duchu italské renesance. V parku je také mnoho kanálů a mostů v holandském a francouzském stylu. V severovýchodní části se nachází rybník s malebným ostrůvkem (bývalí majitelé ho pojmenovali Velikonoční ostrov) a vede k němu historický most v čínském stylu. Na malém kopci, který je pozůstatkem někdejšího hradiště, umístil Franz Hubert nekropoli rodiny Tiele-Wincklerů.
V parku je mnoho starých dubů zapsaných do registru přírodních památek (nejstarší je dub letní v jižní části parku o obvodu 700 cm a odhadovaném stáří 400 let). Zvláštní pozornost si také zaslouží borovice vejmutovka, azalky a více než stoleté rododendrony, které rostou podél vodních kanálů.
Od roku 1984 se na přelomu května a června v areálu pořádá festival Hudební svátek kvetoucích azalek (Muzyczne Święto Kwitnących Azalii).